# William Stevenson
William Stevenson (Londra, 1º giugno 1924 – Toronto, 26 novembre 2013) è stato uno scrittore e giornalista canadese.

## Biografia
È diventato famoso per il suo romanzo "A Man Called Intrepid" che ha come protagonista Sir William Samuel Stephenson (verso il quale l'autore non ha alcun grado di parentela), diventato un best seller da cui è stata tratta nel 1979 una miniserie televisiva con David Niven, seguito poi dal romanzo "Intrepid's Last Case" del 1983. Inoltre nel 1992 dal suo romanzo per ragazzi La ragazza e il galagone ("The Bushbabies") del 1965 è stata tratta la serie televisiva animata giapponese "Le voci della savana" (大草原の小さな天使 ブッシュベイビー?, Daisougen no Chiisana Tenshi Bush Baby).

## Opere
Questa è una lista non completa delle pubblicazioni di William Stevenson:
- The Bushbabies, 1965, Houghton Mifflin Co., Library of Congress No. 65-2509.
- The Bormann Brotherhood, 1973
- A Man Called Intrepid, 1976, Harcourt, ISBN 0151567956.
- The Ghosts of Africa, 1980, Harcourt, ISBN 9780151353385 ISBN 0151353387.
- Intrepid's Last Case, 1983, Michael Joseph Ltd, ISBN 0-7181-2441-3.
- Eclipse, 1986
- Booby Trap, 1987
- Kiss the Boys Goodbye: How the United States Betrayed Its Own POWs in Vietnam, 1990, Dutton, ISBN 0525249346.
- The Revolutionary King: : the true-life sequel to the King and I, 2001, Constable and Robinson, ISBN 1841194514.
- Spymistress: The Life of Vera Atkins, the Greatest Female Secret Agent of World War II, 2006, Arcade Publishing, ISBN 9781559707633.